# Love Came Down at Christmas

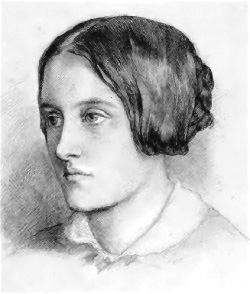
Christina Rossetti.

Love Came Down at Christmas est un poème de Noël écrit par Christina Rossetti. 

## Historique
Le poème est d'abord publié sans titre en 1885 dans Time Flies: A Reading Diary. En 1893, il est inclus dans Verses sous le titre de Christmastide.

## Adaptation
Le poème est mis en musique dans des chants de Noël par plusieurs compositeurs dont Harold Darke, Leo Sowerby, John Kelsall, John Rutter et Alan Wilson.

## Le poème
Love came down at Christmas,
Love all lovely, Love Divine,
Love was born at Christmas,
Star and Angels gave the sign.

Worship we the Godhead,
Love Incarnate, Love Divine,
Worship we our Jesus,
But wherewith for sacred sign?

Love shall be our token,
Love shall be yours and love be mine,
Love to God and all men,

Love for plea and gift and sign.